# Ernst Schmitz (Priester)
Ernst Schmitz (geboren 18. Mai 1845 in Rheydt; gestorben 3. Dezember 1922 in Haifa) war ein deutscher Ordenspriester und Naturforscher.

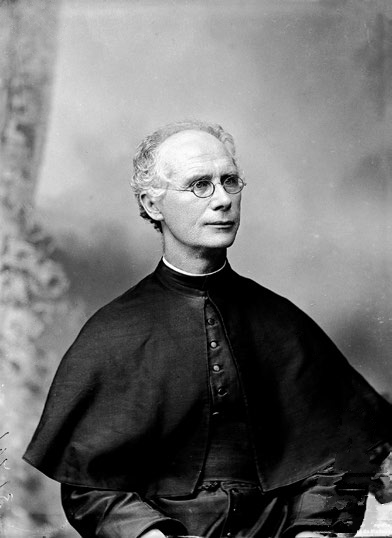
Ernst Schmitz (1907)

## Leben
Ernst Schmitz besuchte das Collegium Marianum in Neuss, trat nach dem Abitur 1864 in den Missionsorden des hl. Vinzenz von Paul (Vinzentiner/Lazaristen) in Köln ein und wurde hier 1869 zum Priester geweiht. Danach wirkte er bis 1873 als Inspektor an der Rheinischen Ritterakademie in Bedburg. Infolge des Kulturkampfes verließ er das Deutsche Reich und unterrichtete von 1875 bis 1879 am Lazaristen-Kolleg in der Diözese Braga in Portugal. Ab 1879 arbeitete er in Funchal auf Madeira, wo er von 1881 bis 1908 das bischöfliche Kolleg und Priesterseminar leitete. Um die Jahrhundertwende war er für vier Jahre nach Theux in Belgien abgeordnet.
In Funchal legte er eine naturwissenschaftliche Sammlung an (heute: Museu de História Natural da Madeira) und erforschte die Tierwelt Madeiras. Nach Exemplaren aus dieser Sammlung beschrieb Victor Ritter von Tschusi zu Schmidhoffen 1904 die Taube Columba palumbus maderensis, eine Unterart der Ringeltaube, die in den 1920er Jahren ausstarb, und Gregory Mathews 1934 den Madeira-Sturmvogel (Pterodroma madeira) aus der Gattung der Hakensturmtaucher, der heute auf der Roten Liste steht. 1900 benannte Ernst Hartert die Madeira-Schleiereule (Tyto alba schmitzi, damals Strix flammea schmitzi), eine Unterart der Schleiereule, nach Schmitz. 
In Nachfolge des tödlich verunglückten Pater Wilhelm Schmidt wurde Schmitz Ende 1908 vom Deutschen Verein vom Heiligen Lande zum Direktor seiner Anstalten in Jerusalem und al-Qubaybeh in Palästina ernannt. Im Jerusalemer St.-Paulus-Hospiz, dem Pilgerhaus des Vereins, eröffnete er 1908 ein Lehrerseminar, in dem er selbst Französisch und Englisch unterrichtete.

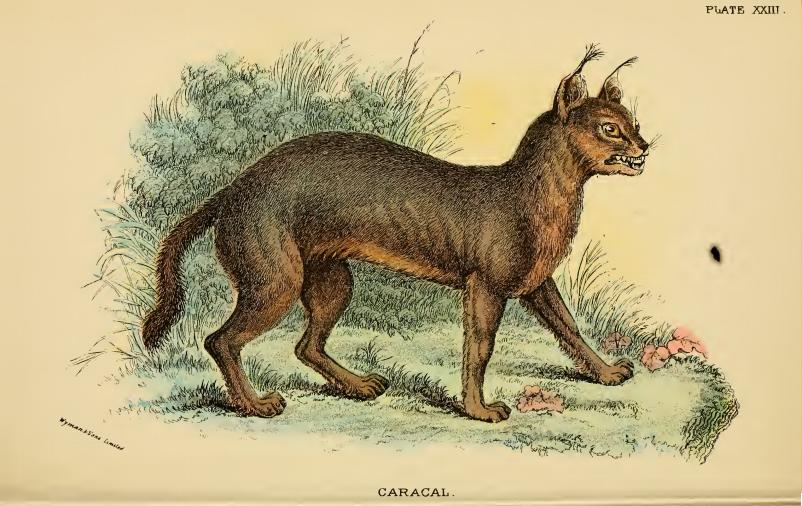
Richard Lydekker: Caracal (1896)

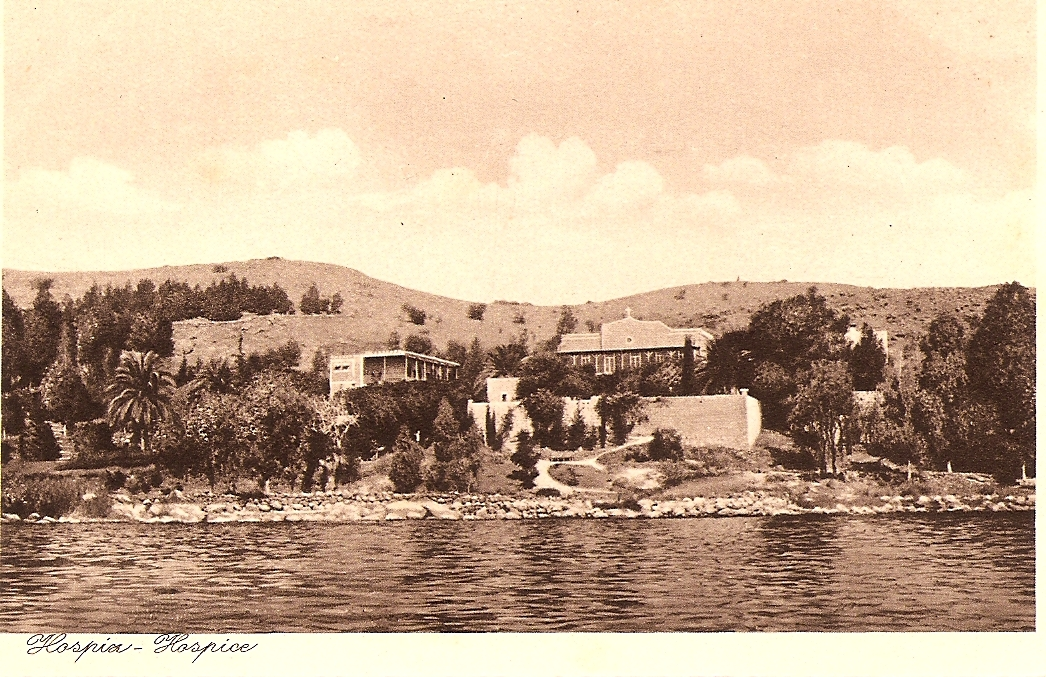
Hospiz des Deutschen Vereins in Tabgha

Auch dort legte Schmitz eine naturwissenschaftliche Sammlung an, zumal er einen Teil seiner Sammlung von ausgestopften Vögeln sowie verschiedenen Holzarten aus Madeira mitgebracht hatte. Seine Schüler wurden angehalten, in der Umgebung Objekte zu sammeln, und so kamen zehn weitere Varietäten von Ameisen zusammen, unter ihnen die Rhoptromyrmex schmitzi (Hagioxenus Schmitzi Forel). Schmitz entdeckte in Palästina eine Unterart des Karakals, die Paul Matschie 1912 Schmitz zu Ehren als Felis caracal schmitzi (heute Caracal caracal schmitzi) beschrieb. Schmitz veröffentlichte seine Ergebnisse im „Ornithologischen Jahrbuch“, in den „Ornithologischen Monatsberichten“ und der „Zeitschrift für Oologie“, in verschiedenen portugiesischen Zeitschriften sowie in der Kölnischen Volkszeitung. Die Rossameisenart Camponotus schmitzi wurde von dem niederländischen Entomologen August Stärcke postum nach ihm benannt.
Schon vor Beginn des Ersten Weltkrieges übersiedelte er in das Vereinshospiz in Tabgha am See Genezareth und während des Krieges musste er nach Damaskus ausweichen. 1920 übernahm er noch die Stelle des Hausgeistlichen bei den deutschen Borromäerinnen in Haifa.

## Schriften (Auswahl)
- Das kathol. Deutschtum in Palästina. Caritasverband für das katholische Deutschland, Freiburg im Breisgau 1913 DNB
- Das Postwesen in Palästina. In: Das Heilige Land. 58. 1914, Nr. 1, S. 22–29. Nachdruck in Türkei-Spiegel Nr. 113 (2015), S. 3–12.
- The Holy Land‘s postal services in 1914. In: The Holy Land Philatelist, Nr. 72 und 73 (1960), S. 1436–9 und 1468–9. (Engl. Übersetzung von Das Postwesen in Palästina)